# 山下亜紀
山下 亜紀（やました あき、1973年10月11日 - ）、日本の元女優（子役）。劇団ひまわりに所属していた。

## 来歴
鹿児島県奄美大島生まれ、東京都育ち。小学5年生の時に劇団ひまわりに入り、1985年、『うちの子にかぎって2』（TBS）でデビュー。
1980年代後半、主に学園ドラマを中心に活躍。また、当時「国民的美少女」と称されていた後藤久美子の友人役として出演することも多かった。
特技は日本舞踊。妹がいる。

## 出演作品

### 映画
- ラブ・ストーリーを君に（1988年、東映洋画） - 姫野咲子 役

### テレビドラマ
- うちの子にかぎって2（1985年、TBS） - 海老沢和美 役
  - うちの子にかぎって…スペシャル1（1986年4月18日） - 海老沢和美 役
  - うちの子にかぎって…SpecialII（1987年4月1日） - 海老沢和美 役
- な・ま・い・き盛り（1986年、フジテレビ） - 木下葉月 役
- 月曜ドラマランド「ぺぱ～みんと・エイジ」（1987年3月16日、フジテレビ）
- ママはアイドル（1987年、TBS） - 時田繭子 役
  - ママはアイドル!スペシャル完結編（1988年3月30日） - 時田繭子 役
- 同級生は13歳（1987年、フジテレビ） - 香月千鳥 役
- 家庭の問題（1987年 - 1989年、TBS）
- 空と海をこえて（1989年9月16日、TBS）
- 月曜ドラマスペシャル「霊感商法株式会社『星に呪いを』」（1991年8月19日、TBS）